# 25 octobre en sport
25 septembre 25 novembre
Chronologies thématiques
- Croisades
- Ferroviaires
- Disney

Le 25 octobre (298e jour de l'année ou 299e en cas d'année bissextile) en sport.

## Événements

### XXesièclede1901à1950
- 1914
  - (Football) : à Stockholm, l'équipe de Suède bat l'équipe de Norvège sur le score sans appel de 7-0.
- 1936
  - (Natation) : à Düsseldorf (Allemagne), la nageuse hollandaise Dina Senff bat, dans le temps de 1 min 13 s 6, le record du monde du 100 mètres dos (dames).

### XXesièclede1951à2000
- 1964 :
  - (Sport automobile) : en terminant deuxième du Grand Prix du Mexique, dixième et ultime épreuve de la saison, remportée par l'Américain Dan Gurney, l'ancien champion du monde de vitesse moto John Surtees devient champion du monde de Formule 1 au volant d'une Ferrari.
- 1970 :
  - (Formule 1) : Grand Prix automobile du Mexique.
- 1980 :
  - (Rallye automobile) : arrivée du Tour de Corse.
- 1992 :
  - (Formule 1) : Grand Prix automobile du Japon.

### XXIesiècle
- 2004 :
  - (Tennis) : le Russe Mikhail Youzhny remporte le 2e tournoi de sa carrière en s'imposant en finale du tournoi de Saint-Pétersbourg (Russie) face au Slovaque Karol Beck sur le score de 6-2 6-2.
- 2005 :
  - (Football) : en Coupe de la Ligue, élimination dès son entrée dans la compétition du champion de France, l'Olympique lyonnais. L'OL s'incline aux tirs au but face au FC Nantes après un score de parité à l'issue des prolongations 1-1.
- 2008 :
  - (Natation) : l'Australien Matt Jaukovic bat le record du monde du 50 m papillon en petit bassin en 22 s 50 à Sydney, lors de la finale de la 3e étape de la Coupe du monde de natation FINA 2008.
- 2015 :
  - (Compétition automobile /Formule 1) : en remportant le Grand Prix automobile des États-Unis, Lewis Hamilton ne peut plus être rejoint au classement général par son dauphin Sebastian Vettel. Il s’adjuge donc le titre de champion du monde, son 2e d’affilée et le 3e de sa carrière.
  - (Sport nautique /Transat en double) : départ de la douzième édition de la Transat Jacques-Vabre qui relie Le Havre à Itajaí au Brésil.
- 2018 :
  - (Cyclisme sur route /Tour de France) : les organisateurs de la Grande Boucle ont dévoilé le tracé et le programme de la 106e édition du Tour de France. Le départ sera donné à Bruxelles en Belgique le 6 juillet, pour une arrivée sur les Champs-Élysées, le 21 juillet[1].
- 2020 :
  - (Compétition automobile /Formule 1) : en remportant le Grand Prix automobile du Portugal, le Britannique Lewis Hamilton signe sa 92e victoire, totalisant le plus de succès en course. Il devance le Finlandais Valtteri Bottas et le Néerlandais Max Verstappen[2].
  - (Cyclisme sur route)
    - (Tour d'Espagne) : sur la 6e étape du Tour d'Espagne, qui se déroule de Biescas à la station de ski de Aramón Formigal, sur une distance de 146,4 km, victoire de l'Espagnol Ion Izagirre. l'Équatorien Richard Carapaz, s'empare du maillot rouge.
    - (Tour d'Italie) : sur la 21e et dernière étape du Tour d'Italie qui se déroule sous la forme d'un contre-la-montre individuel entre Cernusco sul Naviglio et Milan, sur une distance de 15,7 km, c'est l'italien Filippo Ganna qui remporte l'étape. Mais c'est le Britannique Tao Geoghegan Hart qui remporte le Giro 2020[3].

## Naissances

### XIXesiècle
- 1858 :
  - Tom Clapp, joueur de rugby à XV gallois. (14 sélections en équipe nationale). († 15 novembre 1933).
- 1885 :
  - Xavier Lesage, cavalier de dressage français. Médaillé de bronze individuel aux Jeux de Paris 1924 puis champion olympique en individuel et par équipe aux Jeux de Los Angeles 1932. († 3 août 1968).
- 1887 :
  - Léon Darrien, gymnaste belge. Médaillé de bronze du système suédois par équipes aux Jeux d'Anvers 1920. († 19 février 1973).
- 1888 :
  - Léon Tom, épéiste et bobeur belge. Médaillé d'argent de l'épée par équipes aux Jeux d'Anvers 1920 et aux Jeux de Paris 1924. († ?).

### XXesièclede1901à1950
- 1912 :
  - Abdelkader Ben Bouali, footballeur franco-algérien. (1 sélection avec l'équipe de France). († 23 février 1997).
- 1919 :
  - Raoul Rémy, cycliste sur route français. († ? 2002).
- 1931 :
  - Jimmy McIlroy, footballeur puis entraîneur nord-irlandais. (55 sélections en équipe nationale). († 20 août 2018).
- 1933 :
  - Viktor Kapitonov, cycliste sur route soviétique puis russe. Champion olympique de la course en ligne et médaillé de bronze des 100 km par équipes aux Jeux de Rome 1960. († 2 mars 2005).
- 1939 :
  - Zelmo Beaty, entraîneur de basket américain. († 7 septembre 2013).
- 1940 :
  - Bob Knight, entraîneur de basket américain. Sélectionneur de l'équipe champion olympique aux Jeux de Los Angeles 1984. († 1er novembre 2023).
- 1948 :
  - Dave Cowens, basketteur puis entraîneur américain.
  - Dan Issel, basketteur puis entraîneur américain.
- 1949 :
  - Réjean Houle, hockeyeur sur glace puis dirigeant sportif canadien. Directeur général des Canadiens de Montréal de 1996 à 2000.

### XXesièclede1951à2000
- 1952 :
  - Ioánnis Kyrástas, footballeur puis entraîneur grec. (46 sélections en équipe nationale). († 1er avril 2004).
- 1954 :
  - Mike Eruzione, hockeyeur sur glace puis entraîneur américain. Champion olympique aux Jeux de Lake Placid 1980.
- 1956 :
  - Andy McGaffigan, joueur de baseball américain.
- 1958 :
  - Kornelia Ender, nageuse est-allemande puis allemande. Médaillée d'argent du 200 m 4 nages, du 4 × 100 m nage libre et du 4 × 100 m 4 nages aux Jeux de Munich 1972. Championne olympique du 100 m nage libre, 200 m nage libre, 100 m papillon, 4 × 100 m 4 nages et médaillée d'argent du 4 × 100 m nage libre aux Jeux de Montréal 1976.
- 1961 :
  - Ward Burton, pilote de NASCAR américain.
- 1962 :
  - Steve Hodge, footballeur anglais. (24 sélections en équipe nationale).
- 1963 :
  - Michael Lynagh, joueur de rugby à XV australien. Champion du monde de rugby à XV 1991. (72 sélections en équipe nationale).
- 1965 :
  - Dominique Herr, footballeur suisse. (52 sélections en équipe nationale).
  - Derrick Rostagno, joueur de tennis américain.
- 1966 :
  - Lionel Charbonnier, footballeur puis entraîneur français. Champion du monde de football 1998. (1 sélection en équipe de France).
  - Wendel Clark, hockeyeur sur glace canadien.
- 1967 :
  - Martin Marinov, céîste bulgare. Médaillé de bronze en C1-500 m aux Jeux de Séoul 1988 et du C2-500 m aux Jeux de Barcelone 1992.
- 1968 :
  - Doris Fitschen, footballeuse allemande. Médaillée de bronze aux Jeux de Sydney 2000. Championne d'Europe de football féminin 1989, 1991, 1997 et 2001. (144 sélections en équipe nationale). († 15 mars 2025).
- 1969 :
  - Josef Beránek, hockeyeur sur glace tchécoslovaque puis tchèque. Champion olympique aux Jeux de Nagano 1998.
  - Oleg Salenko, footballeur ukrainien-russe. (1 sélection avec l'équipe d'Ukraine et 8 avec l'équipe de Russie).
- 1970 :
  - Peter Aerts, kick-boxeur néerlandais.
- 1971 :
  - Simon Charlton, footballeur puis entraîneur anglais.
  - Jeremy McGrath, pilote de moto-cross américain.
  - Pedro Martinez, joueur de baseball dominicain.
- 1976 :
  - Sonja Peters, joueuse de tennis handisport néerlandaise. Médaillée d'argent en simple aux Jeux Paralympiques d'athènes 2004
- 1977 :
  - Diego Corrales, boxeur américain. Champion du monde poids super-plumes de 1999 à 2000 et en 2004 puis champion du monde poids légers de 2004 à 2006. († 7 mai 2007).
  - Birgit Prinz, footballeuse allemande. Médaillée de bronze aux Jeux de Sydney 2000, aux Jeux d'Athènes 2004 et aux Jeux de Pékin 2008. Championne du monde de football 2003 et 2007. Championne d'Europe de football 1995, 1997, 2001, 2005 et 2009. Victorieuse de la Coupe féminine de l'UEFA 2002, 2006 et 2008. (214 sélections en équipe nationale).
- 1980 :
  - Michael Moellinger, sauteur à ski suisse.
- 1981 :
  - Hiroshi Aoyama, pilote de vitesse moto japonais. Champion du monde de vitesse moto en 250 cm3 2009. (9 victoires en Grand prix).
  - Gary Reed, athlète de demi-fond canadien.
- 1983 :
  - Daniel Sarmiento, handballeur espagnol. Champion du monde de handball masculin 2013. Champion d'Europe masculin de handball 2018. Vainqueur des Ligue des champions 2011 et 2015. (84 sélections en équipe nationale).
- 1984 :
  - Paule Baudouin, handballeuse française. Médaillée d'argent au Mondial de handball féminin 2009 et 2011. Médaillée de bronze au CE de handball féminin 2006. Victorieuse des Coupe Challenge de handball féminin 2011 et 2012. (197 sélections en équipe de France).
  - Nicolas Besch, hockeyeur sur glace français.
  - Iván Ramis Barrios, footballeur espagnol.
- 1985 :
  - Baptiste Carême, joueur de badminton français.
  - David Denave, basketteur français.
  - Reanne Evans, joueuse de snooker anglaise.
- 1987 :
  - Fabian Hambüchen, gymnaste allemand. Médaillé de bronze à la barre fixe aux Jeux de Pékin 2008 puis médaillé d'argent à la barre fixe aux Jeux de Londres 2012 et champion olympique de la barre fixe aux Jeux de Rio 2016. Champion du monde de gymnastique artistique de la barre fixe 2007. Champion d'Europe de gymnastique artistique à la barre fixe 2005, 2007 et 2008 puis champion d'Europe de gymnastique artistique du concours général individuel et du sol 2009 et enfin champion d'Europe de gymnastique artistique masculine du concours général par équipes 2010.
- 1988 :
  - Chandler Parsons, basketteur américain.
  - Alexandra Recchia, karatéka française. Championne du monde de karaté par équipes 2010 puis championne du monde de karaté kumite -50 kg et par équipes 2012 et 2016. Championne d'Europe de karaté kumite -50 kg 2013 et 2016.
- 1990 :
  - Mattia Cattaneo, cycliste sur route italien.
  - Wade Graham, joueur de rugby à XIII et de Rugby à IX australien. Champion du monde de rugby à XIII 2017. Champion du monde de rugby à neuf 2019. (7 sélections avec l'équipe nationale de rugby à XIII et 3 avec celle de rugby à IX).
  - Milena Rašić, volleyeuse serbe. Médaillée d'argent aux Jeux de Rio 2016 puis de bronze aux Jeux de Tokyo 2020. Championne du monde féminine de volley-ball 2018. Championne d'Europe féminine de volley-ball 2011 et 2017. Victorieuse des Ligues des champions féminine de volley-ball 2017 et 2018. (190 sélections en équipe nationale).
- 1991 :
  - Florent van Aubel, hockeyeur sur gazon belge. Médaillé d'argent aux Jeux de Rio 2016. Champion du monde de hockey sur gazon 2018. Champion d'Europe de hockey sur gazon masculin 2019. (224 sélections en équipe nationale).
- 1992 :
  - Clarisse Agbegnenou, judokate française. Médaillée d'argent des -63 kg aux Jeux de Rio 2016, championne olympique en individuelle et par équipes mixte aux Jeux de Tokyo 2021 puis championne olympique par équipes mixte et médaillée de bronze aux Jeux de Paris 2024. Championne du monde de judo par équipes 2011, championne du monde de judo des -de 63 kg et par équipes 2014, championne du monde de judo des -63 kg et médaillée de bronze par équipes 2017, championne du monde de judo des -63 kg et médaillée d'argent par équipes 2018, championne du monde de judo des -63 kg 2019, 2021 et 2023. Championne d'Europe de judo des -63 kg 2013, en individuelle et par équipes 2014,   en individuelle 2018 et 2020.
  - Davide Formolo, cycliste sur route italien
- 1993 :
  - Iván García, plongeur mexicain. Médaillé d'argent du haut-vol à 10 m synchronisé aux Jeux de Londres 2012.
  - William Howard, basketteur français. (5 sélections en équipe de France).
  - Ediz Yıldırımer, nageur turc.
- 1994 :
  - Aleksa Avramović, basketteur serbe.
  - Simon Gauzy, pongiste français. Médaillé d'argent en individuel aux CE de tennis de table 2016.
  - Richard Jouve, fondeur français. Médaillé de bronze du sprint par équipes aux Jeux de Pyeongchang 2018. Médaillé de bronze du relais 4×10km aux Mondiaux de ski de fond 2019.
- 1995 :
  - Patrick McCaw, basketteur américain.
- 1996 :
  - P. J. Dozier, basketteur américain.
- 1997 :
  - Federico Chiesa, footballeur italien. (30 sélections en équipe nationale).
- 1999 :
  - Romeo Langford, basketteur américain.

### XXIesiècle
- 2007 :
  - Dominik Sarapata, footballeur polonais.

## Décès

### XXesièclede1901à1950
- 1929 :
  - James Lillywhite, 87 ans, joueur de cricket anglais. (2 sélections en test cricket). (° 23 février 1842).
- 1935 :
  - George Prodgers, 43 ans, hockeyeur sur glace puis entraîneur canadien. (° 18 février 1892).

### XXesièclede1951à2000
- 1958 :
  - Stuart Lewis-Evans, 28 ans, pilote de F1 et d'endurance britannique. (° 20 avril 1930).
- 1962 :
  - Louis Abell, 78 ans, rameur américain. Champion olympique du huit aux Jeux de Paris 1900 et aux Jeux de Saint-Louis 1904. (° 21 juillet 1884).
- 1964 :
  - Russell Oatman, 59 ans, hockeyeur sur glace canadien. (° 19 février 1905).
- 1973 :
  - Abebe Bikila, 41 ans, athlète de fond éthiopien. Champion olympique du marathon aux Jeux de Rome 1960 et des Jeux de Tokyo 1964. (° 7 août 1932).
- 1984 :
  - René Lorain, 84 ans, athlète de sprint français. Médaillé d'argent du relais 4 × 100 m aux Jeux d'Anvers 1920. (° 19 mars 1900).
- 1987 :
  - Pascal Jules, 26 ans, cycliste sur route français. (° 22 juillet 1961).
- 1994 :
  - Karl-Heinz Metzner, 71 ans, footballeur allemand. Champion du monde de football 1954. (2 sélections en équipe nationale). (° 9 janvier 1923).
- 1995 :
  - Bobby Riggs, 77 ans, joueur de tennis américain. Vainqueur du Tournoi de Wimbledon 1939, des US Open 1939 et 1941, et de la Coupe Davis 1938. (° 25 février 1918).
- 1999 :
  - Payne Stewart, 42 ans, golfeur américain. Vainqueur des tournois de la USPGA 1989 et des US Open 1991 et 1999 puis des Ryder Cup 1991, 1993 et 1999. (° 30 janvier 1957).

### XXIesiècle
- 2012 :
  - John Connelly, 74 ans, footballeur anglais. Champion du monde de football 1966. (20 sélections en équipe nationale). (° 18 juillet 1938).
  - Emanuel Steward, 68 ans, boxeur puis entraîneur et consultant TV américain. (° 7 juillet 1944).
- 2016 :
  - Carlos Alberto Torres, 72 ans, footballeur puis entraîneur brésilien. Champion du monde de football 1970. (53 sélections en équipe nationale). Sélectionneur de l'équipe d'Azerbaïdjan de 2004 à 2005. (° 17 juillet 1944).
- 2021 :
  - Aleksandar Shalamanov, 80 ans, skieur, footballeur puis entraîneur bulgare. (88 sélections en équipe nationale). (° 4 septembre 1941).